# Richard Wirth (Patentanwalt)
Richard Wirth (* 21. Januar 1865 in Frankfurt am Main; † 29. September 1947 in Königstein im Taunus) war ein deutscher Jurist und Patentanwalt in Frankfurt am Main und ein Enkel des Journalisten, Politikers und Mitorganisators des Hambacher Festes Johann Georg August Wirth.

## Leben und Wirken
Sein Vater war der Politiker und Friedensaktivist Franz Ulpian Wirth. Richard Wirth studierte in Leipzig, Zürich, Berlin und Marburg. Am 6. Oktober 1890 promovierte er in Marburg zum Doktor der Philosophie (Dr. phil.). Sein Vater führte in Frankfurt am Main ein Patentanwaltsbüro unter der Firma Wirth & Co., in das Richard Wirth 1892 eintrat. Er übernahm die von seinem Vater 1879 herausgebrachte Zeitschrift Der Patentanwalt, Archiv für Marken- und Musterschutz und Patentwesen und neue Erfindungen. 1893 wurde diese Zeitschrift verschmolzen mit der 1892 gegründeten Zeitschrift für gewerblichen Rechtsschutz. 1895 ging hieraus die bis heute bestehende Zeitschrift Gewerblicher Rechtsschutz und Urheberrecht (GRUR) hervor.
Richard Wirth war auch als Kommunalpolitiker aktiv, und zwar war in der Zeit von 1894 bis 1897 als Stadtverordneter und von 1897 bis 1907 im Stadtrat von Frankfurt am Main. Im Jahr 1900 bekam er einen Lehrauftrag an der Technischen Hochschule Darmstadt für Patent-, Muster- und Markenwesen.
Wirth war Mitbegründer und Nestor der deutschen Patentanwaltschaft, der größte deutsche Theoretiker des Patentrechts neben Josef Kohler und Hermann Isay und Jahrzehnte hindurch einer der hervorragendsten und angesehensten Repräsentanten Deutschlands auf dem Feld des internationalen gewerblichen Rechtsschutzes. Als Sohn eines der Pioniere der deutschen Patentbewegung stand er schon von Beginn an in der Arbeit um die Gestaltung des Erfindungsschutzes in vorderster Linie. Er verfasste eine große Anzahl von Schriften zum Patentrecht, insbesondere zur Lehre vom Patentanspruch, zum Begriff der Äquivalenz und zur Rechtsfindung in Patentsachen. Seine Arbeiten hatten einen nachhaltigen Einfluss auf die Rechtsprechung des Patentamts und der Gerichte einschließlich des Reichsgerichts.
Als Enkel des demokratischen Vorkämpfers und berühmten Redners auf dem Hambacher Fest von 1832, Johann Georg August Wirth, und als Sohn des in Frankfurt als Friedensaktivist bekannten Gründers des Friedensvereins war ihm soziales Wirken in demokratischem Geiste ein innerstes Anliegen. Bei solcher Gesinnung war es ihm selbstverständlich, dass er sich bei der Ausschaltung seiner jüdischen Kollegen mit ihnen solidarisch erklärte, indem er am 3. April 1933 den geforderten Antrag auf Eintragung in die Liste der arischen Patentanwälte und den Ariernachweis verweigerte, mit der Begründung, das Reichsgericht habe in ständiger Praxis derartiger Handlungen für unlauteren Wettbewerb erklärt. Er erhielt prompt ein Berufsverbot, von dem ihn seine Sozien mühsam befreiten.
Richard Wirth war neben Georg Wildhagen und Martin Drucker einer der letzten großen Persönlichkeiten einer Generation, die nicht nur der europäischen, wenn nicht sogar der Weltgeltung der deutschen Rechtswissenschaft im ersten Drittel des 20. Jahrhunderts bestimmt hat.
Richard Wirth ließ 1908 in Kronberg im Taunus ein großes Landhaus, die Villa am Nussbaum, nach Entwurf des Berliner Architekten Curt Stoeving erbauen. Wirth war damals dem Werberuf „auf zum Taunus“ gefolgt. Es gelangte später in den Besitz von Liselott Linsenhoff, die es als Gästehaus der VDO Tachowerke betrieb.
Verheiratet war Richard Wirth mit Else Mueller aus Cleveland, sie hatten zwei Töchter und seinen Sohn: Ruth, die Ehefrau von Robert Müller-Wirth, Elenor, die Ehefrau von Ludwig Hirschfeld-Mack, und Peter Wirth.

## Schriften
- (mit Hermann Isay): Der Patentanspruch. Beiträge zu seiner Behandlung und Auslegung. Carl Heymanns Verlag, Berlin 1912.
- Erfindung und Nachahmung. Beiträge zu deren Tatbestandsanalyse als Grundlage des Rechtsschutzes. Springer, Berlin 1914.
- Bilder aus dem Leben und Treiben eines großstädtischen Jugendvereins. (hrsg. vom Wartburgverein e. V.) Magdeburg 1917.
- Das Rechtsdenken der Patentprüfung insbesondere nach Bekanntmachung der Anmeldung. Verlag Chemie, Leipzig / Berlin 1931.
- Zur Rechtsfindung in Patentsachen. Verlag für Staatswissenschaften und Geschichte, Berlin 1936.